# دستگاه (مکانیک)

یک دستگاه

دستگاه (به انگلیسی: Machine) در مهندسی مکانیک ساختاری است که از توان، برای دریافت نیرو و حرکت بهره می‌جوید. دستگاه‌ها دارای منبع قدرت، و محرک‌هایی برای نیرو و حرکت هستند. تعریف دیگری، دستگاه را ساختار عامل مستقل می‌داند.